# Conférence suisse des impôts
 (janvier 2021).
La Conférence suisse des impôts CSI (en allemand : schweizerische Steuerkonferenz, italien Conferenza svizzera delle imposte) est une conférence intercantonale d'autorités fiscales.

## Buts
La CSI a pour but principal de coordonner entre elles les législations fiscales des cantons et de la Confédération, ainsi que leur application et leur développement.
La CSI
- conseille la Conférence des directrices et des directeurs cantonaux des finances (CDF) sur les questions de législation fiscale, dans les procédures de consultation relatives aux projets de lois fiscales de la Confédération et sur toutes les autres activités en rapport avec le droit fiscal;

- a pour but de développer le droit fiscal, ainsi que de contribuer à l’harmonisation de la pratique des cantons et clarifie les questions de droit fiscal intercantonal au moyen de circulaires;

- élabore et publie des recommandations en matière de pratique, ainsi que de la documentation;

- encourage l’harmonisation des procédures, réalise à cette fin, par le biais de la CDF, des projets informatiques ayant trait à la fiscalité suisse et s’occupe de questions techniques;

- propose des cours de formation et de perfectionnement à l’intention du personnel de ses membres, dont elle peut permettre la fréquentation à des tiers.

## Membres
La CSI se compose des administrations fiscales cantonales (cantons) et de l’Administration fédérale des contributions (ci-après AFC, Confédération).
Les administrations fiscales cantonales sont représentées par leur chef ou cheffe ou par une personne qui le ou la supplée.
L’AFC est représentée par son directeur ou sa directrice ou par une personne qui le ou la supplée.